# Stambali
Der Stambali, auch Stambeli, bezeichnet eine religiöse Zeremonie in Tunesien, die zu einem Besessenheitskult gehört, und den dazugehörenden Musikstil. Die meist weiblichen Tänzer erreichen einen ritualisierten Trancezustand, der hauptsächlich vom Spiel einer Zupflaute (gimbri) und mehrerer Handklappern (qaraqib) ausgelöst wird. Dabei werden die besitzergreifenden Geister hervorgerufen und besänftigt. Die Geistervorstellung enthält arabisch-volksislamische und afrikanische Elemente. Der Kult geht auf schwarzafrikanische Sklaven zurück und wird unter deren Nachfahren, anderen Einwanderern aus den Ländern südlich der Sahara sowie unter arabischen Tunesiern gepflegt. Davon unabhängig wird Stambali-Musik auch konzertant aufgeführt und hat eine gewisse Bekanntheit über das Land hinaus erlangt.

## Kulturelles Umfeld
In der muslimischen Gesellschaft Tunesiens, die überwiegend der malikitischen Rechtsschule angehört, stellen die Anhänger des Stambali-Kults eine kleine, gering geschätzte Randgruppe dar. Von orthodoxen Muslimen werden sie als kuffār (Ungläubige) missachtet und diskriminiert. Ihre Gruppenzugehörigkeit beruht auf einer Identifizierung als „Schwarze“ (Soudanis); ein Begriff, der sich auf eine kulturelle Tradition und nicht zwangsläufig auf die Hautfarbe bezieht. Zu allen Zeiten gab es unter den Stambali-Mitgliedern auch arabische Tunesier und bis zu deren Emigration nach Israel ab den 1960er Jahren zahlreiche tunesische Juden. Die verschiedenartigen verehrten Geister werden zusammenfassend „die anderen Menschen“ (in-nās il-ūkhrīn) genannt. Der Begriff drückt auch die Selbstwahrnehmung der Stambali-Anhänger im Verhältnis zum Staat und zur Gesamtgesellschaft aus.
Etwa ein Dutzend Sufi-Bruderschaften (ṭarīqa, Pl. turuq) sind in Tunesien aktiv. Die meisten lassen sich auf den einflussreichen andalusischen Sufimystiker Abū Madyan (1126–1198) zurückführen. In der religiösen Praxis und Musiktradition bestehen zwischen ihnen teilweise große Unterschiede. Das Spektrum reicht von den getragenen, leidenschaftlichen Gesängen im Dhikr der konservativen Sulamiyya-Bruderschaft bis zu den volkstümlichen Aissaoua (ʿIsāwīya), deren spektakuläre öffentliche Vorführungen vom Oboeninstrument ghaita (ähnlich der arabischen mizmar) begleitet werden und gewaltsam herbeigeführte Trancezustände beinhalten. Ihre Aktivitäten werden von der Mehrheit der Muslime abgelehnt.
Neben den islamischen Heiligen und Ordensgründern werden in den Ländern des Maghreb auch Heilige verehrt, die nicht der Tradition des Sufismus angehören. Wichtig ist nur, dass von den Heiligen oder anderen jenseitigen Mächten geglaubt wird, dass sie auf das Leben des einzelnen Menschen Einfluss nehmen. Von Heiligen lässt sich die hilfreiche Segenskraft (Baraka) erhalten, einen negativen Einfluss haben dagegen die islamischen Dschinn und die animistischen Geister aus Schwarzafrika. Die Grundannahme ist, dass zwischen den unsichtbaren Kräften und den Menschen eine Wechselbeziehung besteht und Menschen die Geister genauso beeinflussen können wie umgekehrt. Der Austausch (Opfergaben gegen Wunscherfüllung) basiert auf denselben unbedingten Erfordernissen von Gaben und Gegengaben, wie sie auch für die traditionelle Sozialordnung der Berber charakteristisch sind.
Die meisten „schwarzen“ Bruderschaften im Maghreb führen ihren Ursprung auf den spirituellen Gründer Sidi Bilal zurück. Bilal war ein christlicher Afrikaner (Äthiopier), der als Sklave in Mekka lebte, zum Islam konvertierte und der erste Gebetsrufer (Muezzin) des Propheten Mohammed wurde. Durch ihre Musik- und Tanzaufführungen sind die Gnawa in Marokko am bekanntesten geworden. Ihre Besessenheitstherapie Derdeba ist das Gegenstück zum tunesischen Stambali. Im Zentrum der marokkanischen Hamadscha-Bruderschaft steht der Kult um das Geistwesen Aisha Qandisha. In Algerien heißt der entsprechende therapeutische Geisterkult Diwan. Weitere Formen von Besessenheit in einem islamischen Umfeld sind die überwiegend Frauen befallenden Geister der Tuareg, denen mit tendé-Musik begegnet wird, die ebensolchen Geister des Bori- und Dodo-Kults bei den Hausa, des Zar-Kults in Ägypten und Sudan sowie dem Pepo-Kult an der ostafrikanischen Küste. Der Bori-Kult gelangte in osmanischer Zeit bis in die heutige Türkei und der Zar-Kult nach Saudi-Arabien. Besessenheitsrituale fanden ihren Weg bis in die iranisch-pakistanische Region Belutschistan, wo die Nachfahren von aus Afrika stammenden Belutschen ihre nächtlichen Praktiken guati-damali nennen und anstelle der gimbri mit der Streichlaute sorud und der Zupflaute damburag begleiten. In Tansania wird der Pepo-Kult (auch Shetani) praktiziert. Die unter dem Dach des Christentums veranstalteten Besessenheitskulte Mashawe in Teilen Sambias und Simbabwes und Vimbuza in Malawi und Sambia weisen als Phänomene marginalisierter Unterschichten und aufgrund ihrer mythologischen Struktur Parallelen auf.

## Geschichte
Einer der ersten dokumentierten Fälle von Sklavenhandel nach Nordafrika waren etwa 5000 Sklaven aus der Sudanregion, die um das Jahr 800 in das Gebiet des heutigen Tunesien gebracht wurden. Höhepunkt des Handels mit überwiegend weiblichen Sklaven war das 18. und 19. Jahrhundert während der Husainiden-Dynastie. Mit der Unterzeichnung des französischen Protektoratsvertrags 1881 gingen deren Einfluss und der Sklavenhandel zurück. Die Sklaven wurden als Wachkräfte in den osmanischen Palästen, bei großen Bauprojekten und als Arbeiter in den südlichen Bewässerungsoasen eingesetzt. Ab Anfang des 18. Jahrhunderts gibt es Berichte über öffentliche Trancezeremonien, die an den Grabstätten von muslimischen Heiligen veranstaltet wurden und an denen Sklaven und Araber gleichermaßen teilnahmen. Händler transportierten unter anderem für den rituellen Bedarf der Schwarzafrikaner Wundermedizin, Kaurischnecken, und Straußenfedern nach Norden.
Auch nach ihrer Islamisierung galten die schwarzafrikanischen Sklaven nicht als vollwertige Muslime, waren aber in bestimmten Bereichen wegen ihrer magischen Fähigkeiten geschätzt. Bei Hochzeiten und Geburten brachte die Anwesenheit schwarzer Frauen Glück. Schwarze Sklavinnen (dada) zogen nicht nur arabische Kinder auf, sondern stillten sie auch, damit sie besonders groß und stark werden sollten. Aus dem Jahr 1808 sind Anklagen gegen Stambali-Anhänger wegen Unmoral, Heidentums und Hexerei überliefert. 1884 wurde Tunesien offiziell französisches Protektorat und der Islam insgesamt zu einer Privatangelegenheit verdrängt. Die Franzosen erfanden die rassische Kategorie eines „schwarzen Islam“, der gegenüber dem arabischen Islam als primitiv galt. In den 1920er Jahren machten arabische Schriftsteller wie al-Sadiq al-Rizgi Stimmung gegen die Stambali-Anhänger und beeinflussten die gesellschaftliche Meinung. Dennoch wurde zur Zeit der husainidischen Herrscher der Kult toleriert, wenn nicht gar unterstützt. Der Hauptkultort in Tunis war die Qubba (Mausoleum) von Sidi Ali l-Azmar (Sidi Ali Lasmar), an dem jeden Freitag eine Versammlung stattfand und unverheiratete Frauen opferten, um einen Mann zu finden.
Nach der Unabhängigkeit Tunesiens 1956 änderte sich die Lage. Präsident Habib Bourguiba installierte ein nationalistisches Regime, das auf Säkularismus und Modernität ausgerichtet war. Er ließ radikale islamische Kräfte bekämpfen, wollte als „Vater der Nation“ Frauen zwangsweise von ihrem Schleier befreien und erklärte Heiligenkulte für rückständig. Das Grab von Sidi Ali l-Azmar in der Landeshauptstadt war um 1960 verschwunden, Wallfahrten zu Heiligengräbern in Dörfern der Umgebung wurden noch durchgeführt. Der Staat verbot öffentliche Aufführungen von Stambali und andere Sufi-Praktiken, im Radio und Fernsehen wurde keine Stambali-Musik mehr gespielt. Tunesien sollte kulturell und sprachlich vereinheitlicht werden und sich Richtung Europa orientieren. Dafür stand der Malouf, eine aus Andalusien stammende klassische tunesische Musik, die als nationales Kulturgut gefördert wurde. Die kulturellen Beziehungen zu Schwarzafrika schienen der Herausbildung einer modernen Nation im Weg zu stehen. Kurzzeitig fand die Stambali-Musik Mitte der 1960er Jahre eine gewisse Anerkennung, als sie mit dem beliebten amerikanischen Jazz verglichen wurde, der eigentlich auch eine „Sklavenmusik“ sei. Es gab daher Versuche, den Stambali ähnlich zu modernisieren. In Tunis spielten einige Jahre Jazz- und Stambali-Musiker zusammen. Nachdem 1987 Ben Ali durch einen Putsch an die Macht gekommen war, stabilisierte sich die wirtschaftliche und von Islamisten bedrohte politische Lage. In den 1990er Jahren wurde das öffentliche Aufführungsverbot von Stambali-Musik abgeschafft.
Um die Jahrtausendwende gelangte die marokkanische Gnawa-Musik auf den internationalen Markt der Weltmusik. Ein wenig Aufmerksamkeit blieb davon auch beim tunesischen Stambali hängen, dem seither bei Aufführungen in Europa werbewirksam ein Anteil „schwarzer Kultur“ zugeschrieben wird. Bei staatlich organisierten Musikfestivals in Tunesien gehören Stambali- und andere Sufi-Gruppen heute zum Konzertprogramm. Gleichzeitig mit ihrer Internationalisierung gehen jedoch allmählich die afrikanischen Wurzeln der Musik verloren.

## Mythologie
Die Herkunft des Begriffs ṣtambēlī ist unklar. Bei den Songhai ist sambeli eine von Hexen und Geistern verursachte Krankheit, bei den Hausa bezeichnet dasselbe Wort einen Tanz von Jungen und Mädchen. Es könnte sich für die bessere Aussprache im Arabischen zu ṣtambēlī verändert haben. Die geläufigere Herleitung kommt von Istanbul, das arabisch istanbūlī ausgesprochen wird. Möglicherweise ist beides zutreffend.
Nach einer Legende wurden die Schwarzafrikaner von Bū Saʿdīyya aus ihrer Heimat nach Tunesien gebracht. Diese mythische Person ist zugleich der erste Stambali-Musiker. Bū Saʿdīyya lebte einst als Jäger im afrikanischen Busch. Eines Tages kehrte er von der Jagd zurück und stellte fest, dass seine einzige Tochter Saʿdīyya fehlte und mit einer Sklavenkarawane nach Tunis verschleppt worden war. Also machte er sich ebenfalls nach Tunis auf, wo er nach einer entbehrungsreichen Reise ankam. Er begann, von seinen qaraqib begleitet, seine Trauer in Lieder gefasst vorzutragen. Er fand zwar nie seine Tochter, steht aber als Sinnbild für die Phase der Entwurzelung und als Begleiter während der Übergangszeit bis zur Ankunft an einem neuen Ort. Zu seinem Gedenken wird ein Maskenumzug veranstaltet, bei dem Tänzer qaraqib, die zweifellige Fasstrommel t'bol (auch ganga genannt) und eine ein- oder zweisaitige Fiedel (gūgāy) spielen. Unter den im Stambali-Kult verehrten Figuren wirkt Bū Saʿdīyya als einziger nicht im Tanzritual auf die Teilnehmer ein und lässt sich auch keiner der folgenden Kategorien zuordnen.
Der Himmel der verehrten Stambali-Wesen besteht aus zwei Abteilungen, die mit „weiß“ und „schwarz“ überschrieben werden. Weiß sind die arabischen islamischen Heiligen, die Walis (walī, Pl. awliyā), von denen Baraka ausgeht. Es sind meist historische Persönlichkeiten. Schwarz sind die aus dem Süden eingeführten Geister, die immer mythische Figuren waren.
Die 20 aufgeführten Heiligen (männliche Anrede Sīdī, weiblich Anrede Lalla) besitzen eine Abstammungskette (silsila), die sie über den schwarzen Muezzin Bilal bis zum Propheten zurückführt. Viele werden in einem religiösen Zentrum (Zāwiya) verehrt, in dem über der Grabstätte eine Qubba errichtet wurde. Bis auf Sīdī ʿAbd el-Qādir, der in der gesamten islamischen Welt bekannt ist, haben alle anderen Heiligen nur in Tunesien oder den benachbarten Maghrebländern gewirkt und sind von lokaler Bedeutung. Sie werden überwiegend von Frauen aufgesucht. Die beiden Heiligen Sīdī Frej und Sīdī Sʿad stammen aus der Sudanregion. Sīdī Marzūq und Sīdī Manṣūr werden bei jährlichen Wallfahrten besucht, den Letzteren verehren schwarzafrikanische Seeleute in der Küstenstadt Sfax. Ein weiterer prominenter Heiliger der Gruppe ist Sīdī Ben ʿĪsā (Muhammad Ben Aïssâ (1465–1526)), der Gründer des volkstümlichen Aissaoua-Sufiordens, dessen öffentliche Aktionen von Männern durchgeführt werden. Sīdī Frej, Sīdī Sʿad, Sīdī ʿAbd es-Salēm (16. Jahrhundert, Gründer des Sulāmiyya-Ordens) und Sīdī ʿAbd el-Qādir bilden eine besonders mächtige Gruppe von Scheichs (mashāyikh). Die Liste der Stambali-Heiligen wird durch einige weitere Sidis ergänzt, die nur bei Bedarf in die Zeremonien miteinbezogen werden.
Die Geister heißen zusammenfassend il kḥūl, Sg. ākḥal  („die Schwarzen“), in-nās il-ūkhrīn („die anderen Menschen“) oder ṣāliḥ, Pl. ṣālḥīn („die Heiligen“). Es sind keine Geister von afrikanischen Ahnen, sie stammen weder von Menschen ab, noch haben sie ein menschliches Aussehen und sind auch nicht mit den im Islam bekannten Dschinn verwandt, denen es an der nötigen individuellen Persönlichkeit fehlt. Stambali-Mitglieder fürchten sich zwar ebenso vor den Dschinn und wenden Schutzmaßnahmen gegen sie an, aber im Besessenheitsritual gelten sie als wirkungslos. Mit den drei Namen der Geister werden ihre drei grundlegenden Charaktereigenschaften umschrieben. Sie verhalten sich wie Menschen, können heiraten und Nachwuchs erzeugen. Die Bezeichnung ṣālḥīn macht sie verschieden von den Dschinn und den historischen Heiligen, erklärt sie aber zu ebenbürtigen Partnern der beiden. Die schwarzen Geister werden nach ihrer Zugehörigkeit zu einem Stamm (Banū Kurī, es sind Christen), zur Region Bornu (Brāwna), zu den Adligen (Bēyāt), zu den Wassergeistern (Baḥriyya) oder als Kinder (Sghār) eingeteilt. In jeder Gruppe gibt es einen harten Kern von Geistern, die stets dazu gerechnet werden und andere Geister, die je nach Tradition der einzelnen Stambali-Zweige auch anderswo einsortiert werden können. Nach einer möglichen Zuordnung gibt es 16 Banū Kurī-Mitglieder, 5 Kinder und 9, 10 bzw. 11 Geister der übrigen Gruppen.
Die Wassergeister halten sich von Seen und Flüssen bis zu Waschbecken in jedem nassen Element auf. Ihr führender Geist ist Mulai Ibrahim, der auch als Dodo Ibrahim bekannt ist. Mulai ist die Anrede eines Herrschers im Maghreb, dodo werden in der Hausasprache bösartige Geister genannt. Geister, die unten im Wasser leben, sind in weiten Teilen Afrikas verbreitet. Dagegen stammen die Bēyāt, vom osmanischen Titel Bey abgeleitet, aus der Zeit der osmanischen Herrschaft. Einige Mitglieder dieser Geistergruppe besaßen ursprünglich Eigenschaften, die sie mit dem Bori-Kult in Verbindung bringen. Im Zuge ihrer Integration in Tunesien wurden sie mit Emblemen der islamisch-arabischen Gesellschaft aufgewertet. So trägt der Geist May Nasra anstelle seines früheren Speers heute eine hölzerne Schreibtafel (lūḥa) in der Hand und einen Fes auf dem Kopf. Mit dem Namen Bēyāt kommt eine nostalgische Erinnerung an die Zeit der husainidischen Beys zum Ausdruck. Diese hielten zwar Sklaven, unterstützten aber mit dem Stambali-Ritual deren Kultur.

## Versammlungshäuser und Wallfahrtsorte

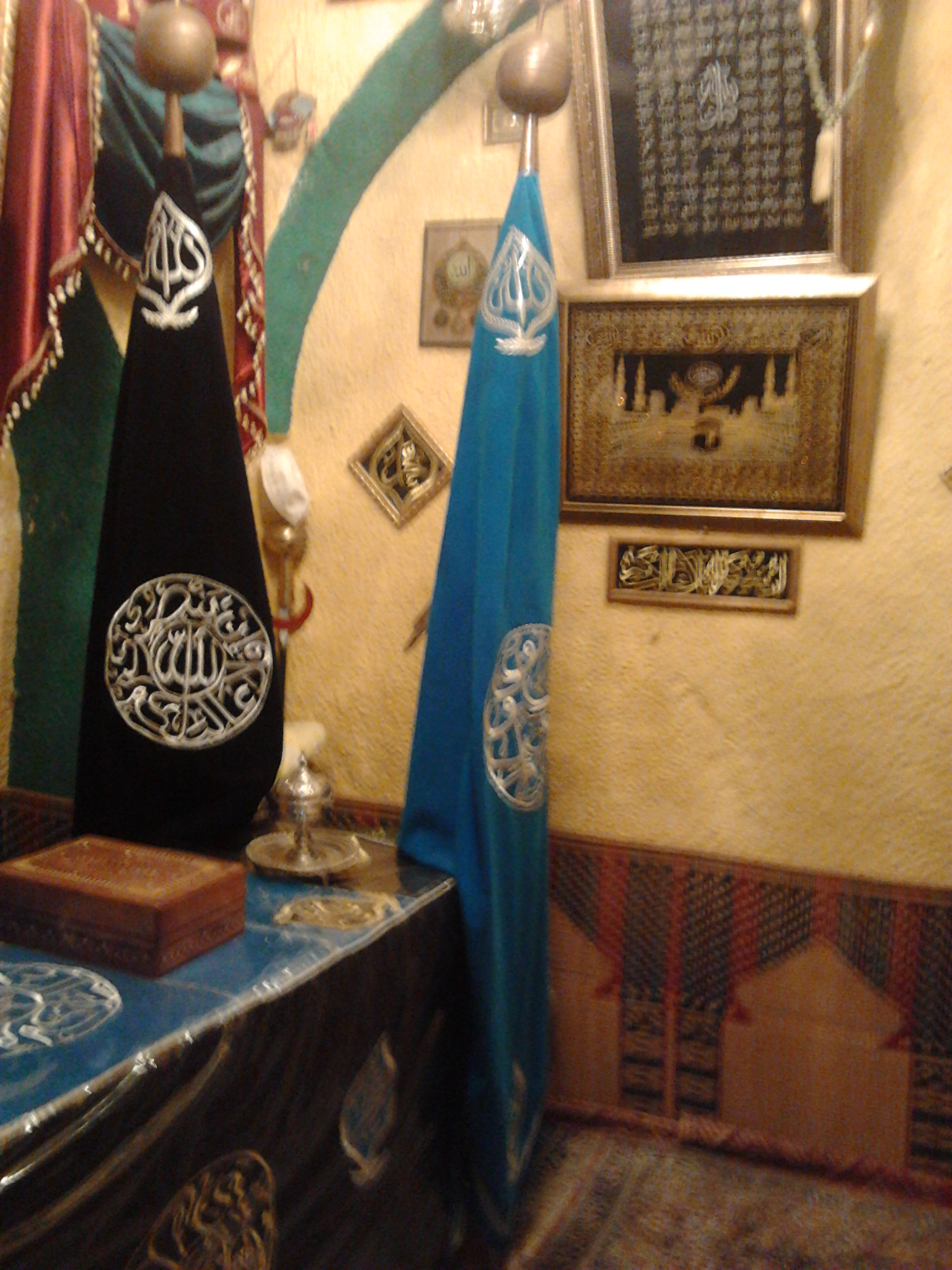
Mausoleum von Sidi Ali l-Azmar in Tunis

Ehemalige Sklaven und andere Migranten aus Ländern südlich der Sahara schufen ein Netzwerk von privaten Versammlungshäusern (diar jama’), von denen jedes als Anlaufstelle einer bestimmten neu angekommenen Volksgruppe diente. Hier wurden die gesellschaftlichen und religiösen Angelegenheiten besprochen und Stambali-Kulte veranstaltet. Dar Barnou (Dār Barnū) ist ein bekannter Veranstaltungsort, so heißt auch die dort auftretende Stambali-Musikgruppe. Er liegt in einem Viertel von Tunis, dem Bēb Sīdī ʿAbd es-Salēm, benannt nach einem ehemaligen Tor (arabisch al-Bāb) der Stadtmauer, das seinen Namen von dem Heiligen erhalten hatte. Die Besessenheitsrituale und Tieropfer finden jährlich an den Heiligen-Verehrungsstätten und häufiger in den Versammlungshäusern der Anhänger statt.
Zu den Schutzheiligen werden jedes Jahr drei bis vier Tage dauernde Wallfahrten (mausim, Pl. mawāsim) veranstaltet oder deren Pilgerorte werden unabhängig von kleinen Gruppen als ziyāra (Pl. ziyārāt) aufgesucht. Die Qubba von Sīdī Marzūq befindet sich in der Djerid-Oase von Tozeur im Südwesten des Landes. Derselbe Heilige wird auch in der benachbarten Kleinstadt Nefta verehrt. Außer Sidi Ali l-Azmar in Tunis verehren die Pilger wenige Kilometer südöstlich der Stadt in der Region Mornag das Grab von Sidi Saâd. Zu dem schwarzen Heiligen, der im 16. Jahrhundert nach Tunesien kam, wird ebenfalls eine jährliche Wallfahrt veranstaltet. Etwa sechs Kilometer nördlich des Stadtzentrums im Vorort La Soukra liegt an einer Nebenstraße der unscheinbare weiße Grabbau von Sidi Frej. Der wundertätige Heilige kam als Sklave aus dem Gebiet Bornu, woher die meisten Sklaven in Tunesien stammten. Nach seinem Tod wurde er den Stambali-Himmelsmächten zugesellt. Im Juli wird für ihn ein dreitägiges Pilgerfest veranstaltet. Dabei tritt ein besonderes, debdabu genanntes Perkussionsensemble auf.

## Wallfahrtsfeste und Besessenheitsrituale
Die Stambali-Rituale haben eine therapeutische Aufgabe und sind zugleich soziale Begegnungen. Während der Pilgerfeste finden die Rituale an drei Tagen statt. Ähnlich wie bei der Derdeba-Zeremonie steht am Anfang eine große Straßenprozession, mit der auf das Fest aufmerksam gemacht und Geld eingesammelt werden soll. Dabei werden Tänzer von Trommeln (t'bol, auch ganga) und Eisenklappern (qaraqib) begleitet. Als Zweites werden den Geistern Tieropfer dargebracht (ein schwarzer und weißer Hahn, eine Ziege), weitere Rituale finden an heiligen Brunnen statt. Nachmittags finden Aufführungen von Stambali statt, bei denen die Heiligen angerufen werden. In den Nächten folgt die Anrufung der schwarzen Geister im Rahmen der therapeutischen Sitzungen und abschließend in der dritten Nacht die gemeinsame Verehrung des Schutzheiligen vor seinem Schrein.
Falls das debdabu-Perkussionsorchester auftritt, so geschieht dies ebenfalls tagsüber. Die Musiker sitzen im Halbkreis. Anstelle der gimbri tritt die zweifellige, mit Stöcken geschlagene Zylindertrommel tabl (ṭabla) in den Mittelpunkt. Die eisernen Handklappern werden durch drei weitere Trommeln ersetzt: Kurkutū (Pl. kurkutuwāt) ist eine einfellige schmale Tontrommel, die zwischen die Füße geklemmt, stehend und leicht nach vorn geneigt mit zwei dünnen Stöckchen geschlagen wird. Trommeln dieses Namens sind in der Sudanregion verbreitet. Die tunesische kurkutū ähnelt der naqqarāt in der andalusisch-arabischen Musik. Die gaṣʿa ist ein umgedrehter Topf. Ferner kommt die Rahmentrommel mit Schnarrsaiten bendīr (Pl. bnādir) zum Einsatz.
Musik ist das wesentliche Element bei der Durchführung einer Besessenheitszeremonie. Jeder Geist wird mit seiner eigenen Melodie (nūba, Pl. nuwab, seltener nūbēt) identifiziert, die für ihn charakteristisch ist. Die Zeremonie wird von einer Heilerin oder Priesterin (ʿarifa, Pl. ʿarifat, „die Wissende“) geleitet, die bei brennenden Räucherstäbchen (bkhūr) die Geister herbeiruft. Sie ist für das Herausfinden der richtigen Musik nach den besonderen Vorlieben des Geistes oder Heiligen verantwortlich. Die Musiker müssen über ein entsprechend großes Repertoire an Liedern verfügen. Wurden nicht die richtigen Stücke ausgewählt oder falsch gespielt, bleibt die Therapie wirkungslos. Die Lieder werden in einem arabischen Dialekt gesungen, der als „nicht-arabisch“ oder „fremd“ (ʿajmī) aufgefasst wird und viele Wörter aus afrikanischen Sprachen enthält. Die Texte zu verstehen ist nicht erforderlich. Das einzige Melodieinstrument ist die vom Orchesterleiter (maalem, maâllem) gespielte gimbri. Sie spricht zu den Geistern und wird von den metallisch-laut klingenden Handklappern qaraqib rhythmisch begleitet. Die pentatonischen Melodien haben eine sich wiederholende zyklische Form. Sie werden antiphon im Wechsel zwischen Vorsänger und Chor gesungen. Die Musik ist nicht eigentlich da, um melodisch und rhythmisch die Tänze zu begleiten, sie bildet ein gedankliches System, mit dem mythologische Geschichten erzählt und der Ablauf des Rituals bestimmt wird.
Wesentlich für das Gelingen der therapeutischen Veranstaltung ist die genaue Abfolge der nuwab. Zu Anfang stehen die Melodien für die weißen Geister (die Heiligen). Diese Abteilung beginnt gemäß der silsila mit den nuwab für den Propheten, darauf folgt die Melodie für Sidi Bilal. Mit Bilal hängt Bū Ḥijba zusammen. Von dem ist zwar kaum etwas bekannt und auch nur wenige Patientinnen fühlen sich von ihm befallen, dafür macht ihn seine hervorgehobene Position an dritter Stelle für die Zeremonie bedeutend. Diese ersten drei nuwab werden zusammenhängend aufgeführt, die folgenden werden durch Pausen abgegrenzt den jeweiligen Heiligen gewidmet. Die Patientinnen hüllen sich in Stoffumhänge (kashabiya), deren Farben den jeweiligen Geistern entsprechen, und halten in der Hand, was dieser Geist normalerweise mit sich trägt.
Nach der weißen folgt die Gruppe der schwarzen, Besessenheit auslösenden Geister, die ebenfalls in der Reihenfolge ihrer silsila durch die Musik hervorgerufen werden. Eröffnet wird mit der nūba namens istiftāḥ il-kḥūl („Eröffnung der Schwarzen“, auch māschī), erst danach folgt die Melodie für Sārkin Kūfa, dem ersten Geist des Banū Kurī-Stammes, bis alle Geister durchgearbeitet sind.
Auf der Tanzfläche formieren anfangs männliche Tänzer einen Kreis und bewegen die Füße im Rhythmus der Eisenklappern. Sie bilden zugleich den Chor, der auf den Vorsänger antwortet. Die Musiker sind in Schwaden von brennenden Räucherstäbchen gehüllt. Dann beginnt die ʿarifa als Leiterin der Zeremonie mit einigen Assistentinnen und den befallenen Frauen ebenfalls zu tanzen. Alle Frauen tanzen sich in Trance, meist bis zur Erschöpfung, schließlich befiehlt die ʿarifa den Geistern, dahin zu verschwinden, wo sie hergekommen sind (viele kamen aus dem Meer). Danach sollten die Patientinnen vor weiteren Geisterattacken für ein Jahr gefeit sein.